# ...den Ahnen zum Grusse...
...den Ahnen zum Grusse... – pierwszy długogrający album muzyczny grupy XIV Dark Centuries.

## Lista utworów
1. "Nordwärts" (instrumentalna) – 01:23
2. "Walhalla's Tore" – 03:21
3. "Fenrir" – 03:44
4. "Thor's Hammer" – 05:19
5. "Falsche Propheten" – 05:14
6. "Teutonentanz" – 03:25
7. "Unseren Ahnen zum Grusse" – 04:21
8. "Holmgang" – 04:14
9. "Prolog" – 03:24
10. "Des Kriegers Traum" – 04:56
11. "Tętes Coupées – Der Schädelkult" –  04:22
12. "Valpurga" – 05:52
13. "Tanz der Schwerter" (instrumentalna) – 02:40